# 陳楸帆
陳楸帆（チェン チウファン、ちん しゅうはん、Stanley Chan、1981年11月30日 - ）は、中華人民共和国のSF作家・脚本家・IT実業家。広東省汕頭市出身。
北京大学中文系卒業。Googleや百度で重役をつとめる。中国を代表するSF作家のひとりで、中国のウィリアム・ギブスンと評されるサイバーパンクSFの旗手である。『科幻世界』『時尚先生』『天南』『文芸風賞』などの各誌で作品を発表している。劉慈欣は陳のデビュー長編『荒潮』を「近未来SF作品の頂点」と絶賛した。

## 日本語版作品
- 「巴鱗」小笠原淳訳、『灯火　新しい中国文学　2017』、外文出版社、2017年12月
- 『折りたたみ北京　現代中国SFアンソロジー』ケン・リュウ編、早川書房、2018年2月、のち文庫、2019年10月
  - 「鼠年」中原尚哉訳（『S-Fマガジン』2014年5月号にも収録）
  - 「麗江の魚」原題「丽江的鱼儿们」、中原尚哉訳（『S-Fマガジン』2017年6月号にも収録）
  - 「沙嘴の花」中原尚哉訳
- 「果てしない別れ」四谷寛訳、『中国SF作品集』、外文出版社、2018年
- 『荒潮』中原尚哉訳、早川書房、2020年1月
- 『月の光　現代中国SFアンソロジー』ケン・リュウ編、早川書房、2020年3月
  - 「開光」中原尚哉訳
  - 「未来病史」中原尚哉訳
- 「勝利のＶ」根岸美聡訳、『時のきざはし　現代中華SF傑作選』、新紀元社、2020年6月
- 「果てしない別れ」阿井幸作訳、『2010年代海外SF傑作選』、ハヤカワ文庫SF、2020年12月